# Açude Macacos
O Açude Macacos é um açude brasileiro no estado do Ceará, localizado no município de Ibaretama, que barra as águas do riacho dos Macacos, um afluente do rio Piranji, e foi concluído em 2007.